# Olympische Winterspiele 2018/Teilnehmer (Chinese Taipei)
| Gelbes Symbol für Goldmedaillen mit stilisierten Olympischen Ringen | Graues Symbol für Silbermedaillen mit stilisierten Olympischen Ringen | Braundes Symbol für Bronzemedaillen mit stilisierten Olympischen Ringen |
| ------------------------------------------------------------------- | --------------------------------------------------------------------- | ----------------------------------------------------------------------- |
| —                                                                   | —                                                                     | —                                                                       |

Die Republik China nahm unter dem Namen Chinesisch Taipeh an den  Olympischen Winterspielen 2018 mit vier Athleten in zwei Disziplinen teil, davon drei Männer und eine Frau. Fahnenträger bei der Eröffnungsfeier war Lien Te-an.

## Teilnehmer nach Sportarten

### Rennrodeln
| Athlet     | Wettbewerb | Lauf 1   | Lauf 1 | Lauf 2   | Lauf 2 | Lauf 3   | Lauf 3 | Lauf 4        | Lauf 4        | Gesamt        | Gesamt |
| Athlet     | Wettbewerb | Zeit     | Rang   | Zeit     | Rang   | Zeit     | Rang   | Zeit          | Rang          | Zeit          | Rang   |
| ---------- | ---------- | -------- | ------ | -------- | ------ | -------- | ------ | ------------- | ------------- | ------------- | ------ |
| Männer     |            |          |        |          |        |          |        |               |               |               |        |
| Lien Te-an | Einsitzer  | 52,121 s | 39     | 51,472 s | 39     | 50,545 s | 40     | ausgeschieden | ausgeschieden | ausgeschieden | 38     |

### Eisschnelllauf
| Athleten        | Wettbewerbe | Zeit        | Rang |
| --------------- | ----------- | ----------- | ---- |
| Männer          |             |             |      |
| Sung Ching-yang | 500 m       | 35,86 s     | 34   |
| Tai William     | 1500 m      | 1:50,63 min | 34   |
| Frauen          |             |             |      |
| Huang Yu-ting   | 500 m       | 38,98 s     | 22   |
| Huang Yu-ting   | 1000 m      | 1:16,44 min | 20   |
| Huang Yu-ting   | 1500 m      | 2:18,84 min | 26   |